# Coimagem
Em álgebra abstrata, a coimagem de um homomorfismo
f: A → B
é o quociente
coim f = A/ker f
do domínio e do núcleo. A coimagem é naturalmente isomorfa à imagem pelo primeiro teorema do isomorfismo, quando aquele teorema se aplica.
De forma mais geral, na teoria das categorias, a coimagem de um morfismo é a noção dual da imagem de um morfismo. Se f : X → Y, então a coimagem de f (se existir) é um epimorfismo c : X → C tal que
1. existe uma aplicação fc : C → Y com f = fcc,
2. para qualquer epimorfismo z : X → Z para o qual existe uma aplicação fz : Z → Y com f = fzz, existe uma única aplicação π : Z → C tal que c = πz e fz = fcπ.